# 刘国伦
刘国伦（Daren Liew，1987年8月6日—），馬來西亞男子羽毛球运动员。

## 簡歷
2012年，刘国伦接連闖進全英首要超級賽及瑞士公開賽八強，其個人世界排名亦連跳八級至個人新高第28位。同年5月，代表國家隊出戰在中國武漢舉行的湯姆斯盃，在八強戰對戰中國隊的頭號男單選手林丹，先取一局下以1比2見負。

### 2013年世錦賽
2013年8月，刘国伦參加中國廣州舉行的世界羽毛球錦標賽，出戰男子單打項目。他先在首圈以2比1力克俄羅斯的弗拉基米尔·马尔科夫，次圈再以2比0擊敗新加坡的黄梓良晉級；但在第三圈面對2號種子、中國的谌龙，就以直落兩局（18-21、15-21）落敗，16強止步。

## 主要比賽成績
只列出曾進入準決賽的國際賽事成績：
| 年份   | 賽事                   | 公開賽級別 | 項目     | 成績   |
| ------ | ---------------------- | ---------- | -------- | ------ |
| 2008年 | 乐鱼羽毛球国际赛       | 国际系列赛 | 男子单打 | 准决赛 |
| 2010年 | 印尼羽毛球黃金大獎賽   | 黃金大獎賽 | 男子單打 | 準決賽 |
| 2012年 | 法國羽毛球超級賽       | 超級賽     | 男子單打 | 冠軍   |
| 2014年 | 湯姆斯盃               | 其他       | 男子團體 | 亞軍   |
| 2014年 | 英聯邦運動會羽毛球比賽 | 其他       | 混合團體 | 金牌   |
| 2014年 | 印尼羽毛球大師賽       | 黃金大獎賽 | 男子單打 | 準決賽 |
| 2015年 | 波蘭羽毛球公開賽       | 國際挑戰賽 | 男子單打 | 冠軍   |
| 2016年 | 中華台北羽毛球大師賽   | 大獎賽     | 男子單打 | 亞軍   |
| 2016年 | 韓國羽毛球大師賽       | 大獎賽     | 男子單打 | 亚軍   |
| 2018年 | 泰國羽毛球大師賽       | 超級300賽  | 男子單打 | 準決賽 |
| 2018年 | 馬來西亞羽毛球大師賽   | 超級500賽  | 男子單打 | 準決賽 |
| 2018年 | 世界羽毛球錦標賽       | 其他       | 男子單打 | 季軍   |
| 2019年 | 馬來西亞羽毛球大師賽   | 超級500賽  | 男子單打 | 準決賽 |
| 2020年 | 西班牙羽毛球大師賽     | 超級300賽  | 男子單打 | 準決賽 |
| 2022年 | 泰國羽毛球公開賽       | 超級500賽  | 男子單打 | 準決賽 |

| 2007-2017年 | 首要超級賽 | 超級賽 | 黃金大獎賽 | 大獎賽 | 國際挑戰賽 | 國際系列賽 | 未來系列賽 | 其他 |

| 2018-2026年 | 總決賽 | 超級1000賽 | 超級750賽 | 超級500賽 | 超級300賽 | 超級100賽 | 國際挑戰賽 | 國際系列賽 | 未來系列賽 | 其他 |

### 奧運會和世錦賽參賽紀錄
|          | 2013 | 2018 | 2019 | 2020 | 2021 | 2022 |
| -------- | ---- | ---- | ---- | ---- | ---- | ---- |
| 男子單打 | 16強 | 季軍 | 32強 | －   | 32強 | 64強 |